# Juan Gris (Modigliani)
Pour les articles homonymes, voir Juan Gris.
Juan Gris est un tableau réalisé par le peintre italien Amedeo Modigliani en 1915. Cette huile sur toile est un portrait en buste de son confrère espagnol Juan Gris, pionnier du cubisme. Legs d'Adelaide Milton de Groot en 1967, l'œuvre est conservée au Metropolitan Museum of Art, à New York, aux États-Unis.